# Silva Canta Marisa
Silva Canta Marisa é o quarto álbum de estúdio do cantor brasileiro Silva, lançado em 18 de novembro de 2016. O projeto é um tributo as canções lançadas pela cantora brasileira Marisa Monte.

## Histórico
Em setembro de 2015, o artista lançou uma série de shows em que cantava músicas de Marisa Monte, cantora fluminense de quem é fã. Em dezembro do mesmo ano, o mesmo repertório foi utilizado quando o artista foi convidado a participar do programa "Versões", que foi ao ar pelo Canal Bis. A cantora assistiu ao programa e entrou em contato com Silva, com quem acabou definindo uma amizade e estabelecendo uma parceria musical. Juntos, eles compuseram uma série de canções. Uma delas, a inédita Noturna (Nada de Novo na Noite), contém a participação da cantora na autoria da letra e nos vocais.
O repertório do disco difere daquele escolhido para o programa de televisão e para os shows, tendo músicas de todas as fases de Marisa, incluindo projetos paralelos como os Tribalistas. Nas palavras do capixaba:

Sexta-feira sai o 'Silva canta Marisa'.

O disco não é um recorte dos shows de setembro de 2015. Esse disco foi cuidadosamente produzido e gravado por mim e Rodolfo Simor durante meses. Foi um trabalho muito prazeroso colocar a minha cara na mudança dos arranjos, na escolha dos timbres, passar canal por canal em fita (valeu pela força Arthur Joly), e todo o processo de mixagem bem detalhista. Na capa a fotografia sempre exata é do amigo Jorge Bispo.

Pra coroar tudo isso temos a inédita "Noturna", composta por Marisa, Lucas e eu, que completa todo o sentido do disco, e deixa a gente honrado. Marisa Monte é uma artista incrível. Não vive isolada no monte, como alguns pensam. É uma pessoa simples, genial e muito generosa. A prova disso é toda a doçura que é tê-la, ela mesmo, no projeto. O tom não é uma simples homenagem, mas dizer: Marisa, o que você faz é tão relevante e fundamental, que a gente tem enorme prazer em fazer desse jeito.— Silva, em sua página oficial no Facebook. Publicação feita em 15 de novembro de 2016.
A capa do disco foi revelada em 15 de novembro de 2016, mesmo dia em que o cantor revelou o lançamento em suas redes sociais. No mesmo dia, prévias das músicas foram disponibilizadas no site oficial da gravadora. A foto foi tirada por Jorge Bispo.
O disco primeiramente foi lançado digitalmente, com versões físicas sendo lançadas pouco tempo depois. Em dezembro o cantor começará a promover o disco, com um show programado para o dia 17 daquele mês.

## Recepção

### Crítica
| Críticas profissionais | Críticas profissionais |
| Avaliações da crítica  | Avaliações da crítica  |
| Fonte                  | Avaliação              |
| ---------------------- | ---------------------- |
| Público                | [ 4 ]                  |

Gonçalo que escreve para a coluna Ípsilon do jornal português Público, cita que Silva não estava interessado em buscar referências ao tropicalismo efervescente dos anos 60 e 70 como a geração atual faz, dessa maneira Silva vai num disco mais acidental e entroniza Marisa Monte com toda justiça.

### Prêmios e indicações
Foi indicado ao Grammy Latino de 2017 de Melhor Álbum de MPB, sendo que "Noturna (Nada de Novo na Noite)" também recebeu uma indicação: Melhor Canção em Língua Portuguesa.
A revista Rolling Stone Brasil o elegeu o 24º melhor álbum brasileiro de 2016.

## Divulgação
No dia 17 de dezembro de 2016 Silva deu início a turnê de divulgação do disco com apresentação no Sesc Pompeia em São Paulo. O repertório do show inclui todas as canções do disco e com inclusão de outras canções do repertório de Marisa Monte. No dia 7 de maio de 2017 foi anunciado que Silva gravaria os shows que ocorrera nos dias 7 e 8 de junho de 2017 na Casa Natura Musical em São Paulo, gerando assim um DVD do projeto.

### Repertório
O repertório da turnê Silva Canta Marisa revisita basicamente canções de Marisa Monte, algumas destas canções Marisa não chegou a registrar em sua discografia apenas foi inclusa em repertórios de seus shows, como é o caso de "Sonhos" de Peninha, entre outras.
1. "Chuva no Brejo"
2. "Ainda Lembro"
3. "Na Estrada"
4. "O Bonde do Dom"
5. "De Noite na Cama"
6. "O Que Me Importa"
7. "Acontecimento" (cover Hyldon)
8. "Tema de Amor"
9. "Não É Fácil"
10. "Pecado É Lhe Deixar de Molho" (cover Tribalistas)
11. "Noturna (Nada de Novo na Noite)"
12. "Sonhos" (cover Peninha)
13. "Amor I Love You"
14. "Mistério do Planeta" (cover Novos Baianos)
15. "Eu Sou o Caso Deles" (cover Novos Baianos)
16. "Eu Sei (Na Mira)"
17. "Beija Eu"
18. "Verdade, uma Ilusão"
19. "Infinito Particular"
20. "Não Vá Embora"

Encore:
1. "A Sua"
2. "Vilarejo"
3. "Feliz e Ponto"

| Datas                   | Datas          | Datas               | Datas                                  | Datas        |
| Data                    | Cidade         | Estado              | Local                                  | Nota         |
| Brasil                  | Brasil         | Brasil              | Brasil                                 | Brasil       |
| ----------------------- | -------------- | ------------------- | -------------------------------------- | ------------ |
| 17 de dezembro de 2016  | São Paulo      | São Paulo           | Sesc Pompeia                           |              |
| 2 de fevereiro de 2017  | Vitória        | Espírito Santo      | Teatro Universitário da UFES           |              |
| 3 de fevereiro de 2017  | Vitória        | Espírito Santo      | Teatro Universitário da UFES           |              |
| 10 de março de 2017     | São Paulo      | São Paulo           | Sesc Santo André                       |              |
| 11 de março de 2017     | São Paulo      | São Paulo           | Sesc Santo André                       |              |
| 23 de março de 2017     | Campinas       | São Paulo           | Sesc Campinas                          |              |
| 6 de abril de 2017      | Rio de Janeiro | Rio de Janeiro      | Vivo Rio                               |              |
| 7 de abril de 2017      | Belo Horizonte | Minas Gerais        | Teatro Bradesco                        |              |
| 6 de maio de 2017       | São Paulo      | São Paulo           | Sesc Santana                           |              |
| 7 de maio de 2017       | São Paulo      | São Paulo           | Sesc Santana                           |              |
| 12 de maio de 2017      | Belém          | Pará                | Açai Biruta                            |              |
| 2 de junho de 2017      | Brasília       | Distrito Federal    | Teatro dos Bancários                   |              |
| 7 de junho de 2017      | São Paulo      | São Paulo           | Casa Natura Musical                    | ensaio DVD   |
| 8 de junho de 2017      | São Paulo      | São Paulo           | Casa Natura Musical                    | gravação DVD |
| 4 de agosto de 2017     | Brasília       | Distrito Federal    | Centro de Convenções Ulysses Guimarães |              |
| 22 de agosto de 2017    | São Paulo      | São Paulo           | Teatro Porto Seguro                    |              |
| 2 de setembro de 2017   | Natal          | Rio Grande do Norte | Teatro Riachuelo                       |              |
| 13 de outubro de 2017   | São Paulo      | São Paulo           | Theatro NET                            |              |
| 15 de outubro de 2017   | Fortaleza      | Ceará               | Theatro Via Sul                        |              |
| 29 de novembro de 2017  | Rio de Janeiro | Rio de Janeiro      | Theatro NET                            | 2 sessões    |
| 2 de dezembro de 2017   | São Paulo      | São Paulo           | Sesc Pinheiros                         |              |
| 3 de dezembro de 2017   | Vitória        | Espírito Santo      | Teatro Carlos Gomes                    | 2 sessões    |
| 21 de fevereiro de 2018 | Campinas       | São Paulo           | Teatro Iguatemi Campinas               |              |
| 22 de fevereiro de 2018 | Ribeirão Preto | São Paulo           | Sesc Ribeirão Preto                    |              |
| 21 de abril de 2018     | Belo Horizonte | Minas Gerais        | Cine Theatro Brasil Vallourec          |              |

## Lista de faixas
| Silva Canta Marisa – Edição padrão |                                                      |                                       |         |  |
| N.º                                | Título                                               | Compositor(es)                        | Duração |  |
| 1.                                 | "Ainda Lembro"                                       | Marisa Monte Nando Reis               | 4:01    |  |
| 2.                                 | "Eu Sei (Na Mira)"                                   | Monte Reis                            | 3:11    |  |
| 3.                                 | "Infinito Particular"                                | Monte Arnaldo Antunes Carlinhos Brown | 5:30    |  |
| 4.                                 | "Não É Fácil"                                        | Monte Antunes Brown                   | 3:57    |  |
| 5.                                 | "Noturna (Nada de Novo na Noite)" (com Marisa Monte) | Monte Lúcio Silva Lucas Souza         | 2:36    |  |
| 6.                                 | "Pecado É Lhe Deixar de Molho"                       | Monte Antunes Brown                   | 3:29    |  |
| 7.                                 | "Beija Eu"                                           | Monte Antunes Arto Lindsay            | 3:15    |  |
| 8.                                 | "O Bonde do Dom"                                     | Monte Antunes Brown                   | 4:26    |  |
| 9.                                 | "Não Vá Embora"                                      | Monte Antunes                         | 3:37    |  |
| 10.                                | "Verdade, uma Ilusão"                                | Monte Antunes Brown                   | 5:31    |  |
| 11.                                | "Tema de Amor"                                       | Monte Brown                           | 3:39    |  |
| 12.                                | "Na Estrada"                                         | Monte Brown Reis                      | 4:23    |  |
| Duração total:                     | Duração total:                                       | Duração total:                        | 47:50   |  |

| Silva Canta Marisa – Ao Vivo |                                   |                                |         |  |
| N.º                          | Título                            | Compositor(es)                 | Duração |  |
| 1.                           | "Chuva No Brejo"                  | Moraes Moreira                 | 4:34    |  |
| 2.                           | "Ainda Lembro"                    | Monte Reis                     | 4:22    |  |
| 3.                           | "Na Estrada"                      | Monte Brown Reis               | 4:38    |  |
| 4.                           | "O Bonde do Dom"                  | Monte Antunes Brown            | 4:29    |  |
| 5.                           | "De Noite na Cama"                | Caetano Veloso                 | 4:29    |  |
| 6.                           | "O Que Me Importa"                | Cury                           | 3:40    |  |
| 7.                           | "Acontecimento"                   | Hyldon                         | 4:11    |  |
| 8.                           | "Tema de Amor"                    | Monte Brown                    | 4:45    |  |
| 9.                           | "Não É Fácil"                     | Monte Antunes                  | 4:12    |  |
| 10.                          | "Pecado É Lhe Deixar de Molho"    | Monte Brown Cézar Mendes       | 5:31    |  |
| 11.                          | "Noturna (Nada de Novo na Noite)" | Silva Souza Monte              | 2:41    |  |
| 12.                          | "Sonhos"                          | Peninha                        | 3:54    |  |
| 13.                          | "Amor I Love You"                 | Monte Brown                    | 2:50    |  |
| 14.                          | "Eu Sou o Caso Deles"             | Galvão Moraes                  | 3:52    |  |
| 15.                          | "Eu Sei (Na Mira)"                | Monte                          | 3:14    |  |
| 16.                          | "Beija Eu"                        | Monte Antunes Lindsay          | 3:22    |  |
| 17.                          | "Verdade, Uma Ilusão"             | Monte Antunes Brown            | 4:48    |  |
| 18.                          | "Infinito Particular"             | Monte Antunes Brown            | 5:17    |  |
| 19.                          | "Não Vá Embora"                   | Monte Antunes                  | 5:45    |  |
| 20.                          | "A Sua"                           | Monte                          | 2:47    |  |
| 21.                          | "Vilarejo"                        | Monte Antunes Brown Pedro Baby | 5:08    |  |
| 22.                          | "Feliz E Ponto"                   | Silva Souza                    | 1:39    |  |
| Duração total:               | Duração total:                    | Duração total:                 | 1:28:00 |  |